# 波洛希 (白采爾克瓦區)

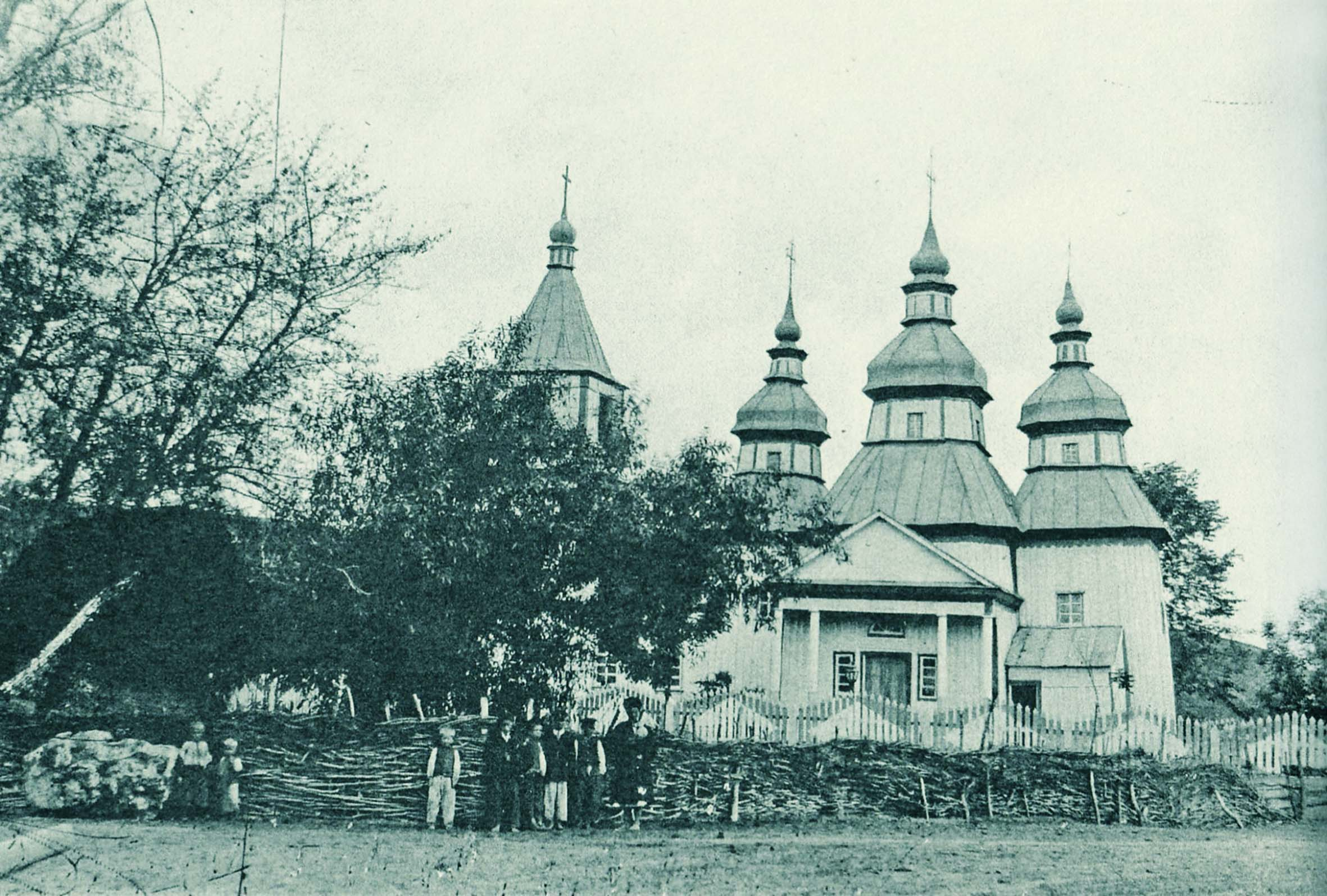

波洛希（烏克蘭語：Пологи）是位於烏克蘭北部的村莊，由基辅州白采爾克瓦區的科瓦利夫卡市鎮負責管轄。該村始建於1601年，面積5.05平方公里，海拔高度181米，2001年人口1,331，人口密度每平方公里263.4人。